# Benito José Durán Sánchez
Benito José Durán Sánchez (Barcelona 22 d'octubre de 1946) és un activista social català. Es va quedar totalment cec a causa d'una malaltia el 1986. Des d'aleshores ha dut a terme una intensa activitat per promoure la qualitat de vida i la integració social de les persones discapacitades com a representant d'aquest col·lectiu en diversos organismes i amb una constant presència pública en els mitjans de comunicació, on ha estat entrevistat amb relació a temes de salut, transport i participació ciutadana. Durant dotze anys va mantenir la seva activitat laboral prèvia un cop fetes les adaptacions tècniques necessàries al seu lloc de treball.
Des que es va quedar cec i fins al 1994, va ser president de la Comunitat de Propietaris Vista Parc (barri de Can Baró). El 1989 va ser elegit per primer cop representant de les persones discapacitades a la Junta Rectora de l'Institut Municipal de Persones amb Disminució de Barcelona (IMPDB), càrrec que va renovar en eleccions posteriors. El 1998 va ser nomenat president de la Comissió de Transports de l'IMPDB. El 2000 es va incorporar com a membre als consells de participació de persones amb disminució dels districtes municipals d'Horta i Gràcia.
També ha participat en qualitat de col·laborador a la Federació ECOM, que agrupa unes 125 entitats que treballen per la integració social de les persones afectades per alguna discapacitat física. Des de 1989 també és membre de la junta directiva de la Lliga Reumatològica Catalana, i l'any 2006 va ser nomenat vicepresident primer de la Confederación Española de Pacientes Reumáticos (CONFEPAR). També ha tingut una presència destacada en fòrums europeus sobre participació ciutadana i transport.
El 2002 va ser reconeguda la seva trajectòria personal amb la concessió d'un dels Premis Horta-Guinardó i el 2007 va rebre la Medalla d'Honor de Barcelona.